# Moc cervical

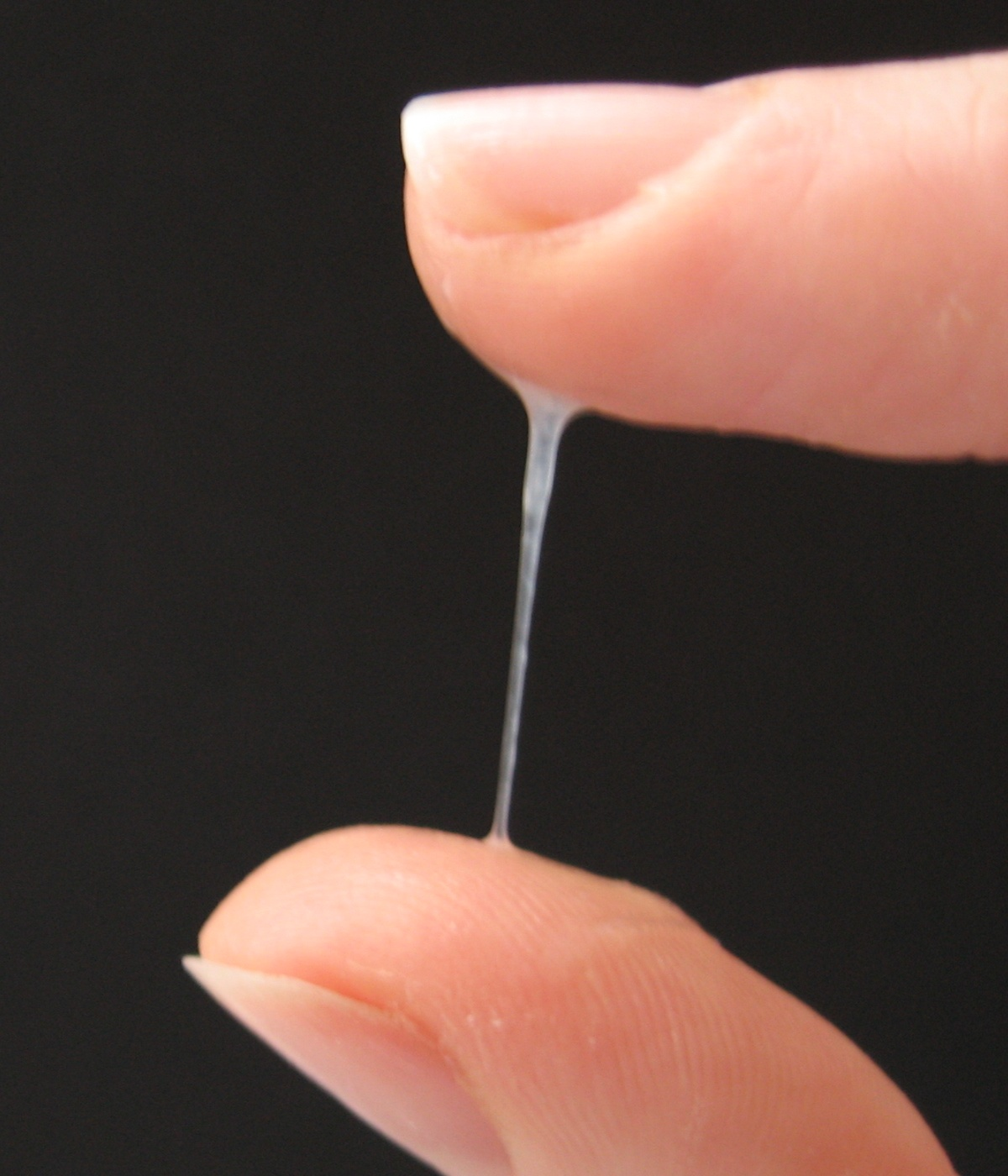
Moc cervical

El moc cervical és una secreció de glicoproteïnes ubicades al coll de l'úter.
L'autobservació del moc cervical és la base de molts mètodes de planificació familiar naturals, com el mètode Billings o el simptotèrmic.

## Funció
Es produeix per les glàndules del canal cervical durant el període preovulatori (final de la fase fol·licular). Realitza diverses funcions:
- Protegir la cavitat uterina fora del període ovulatori de la intrusió de bacteris que poden ser patògens;
- Protegir els espermatozoides contra les condicions hostils de la vagina: de fet, el pH de la vagina és àcid i tòxic per als espermatozoides mentre el pH del moc és lleugerament bàsic;
- Proporcionar energia extra per als espermatozoides.[2]